# Omnigeenheid

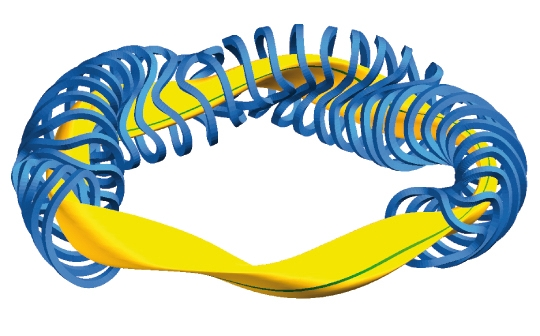
Een fluxoppervlak van Wendelstein 7-X (geel), een magnetische veldlijn op dat fluxoppervlak (groen) en de spoelen die nodig zijn om het magnetische veld te genereren (blauw). Wendelstein 7-X is ontworpen om bijna omnigeen te zijn.

Omnigeenheid (in de Engelstalige literatuur aangegeven als omnigeneity of omnigenity) is een eigenschap van een magnetisch veld in een fusiereactor met magnetische opsluiting. Een magnetisch veld wordt omnigeen genoemd als het pad dat een enkel deeltje aflegt in een tijdsgemiddelde zin niet radiaal naar binnen of naar buiten weg drift. Een deeltje blijft derhalve 'kleven' aan een fluxoppervlak (over een tijdsgemiddelde). Alle tokamaks zijn omnigeen vanwege hun continue rotatiesymmetrie, en omgekeerd is een niet-geoptimaliseerde stellarator over het algemeen niet omnigeen.
Omdat een precies allesomvattende reactor geen neoklassiek transport heeft (in de limiet waarin botsingen verwaarloosd kunnen worden), worden stellarators gewoonlijk zodanig geoptimaliseerd dat aan dit criterium wordt voldaan. Een manier om dit te bereiken is door het magnetische veld quasi-symmetrisch te maken; het Helically Symmetric eXperiment hanteert deze methode. Men kan deze eigenschap ook bereiken zonder quasi-symmetrie: Wendelstein 7-X is een voorbeeld van een apparaat dat bijna omnigeen is zonder quasi-symmetrisch te zijn.

## Theorie
Het driften van deeltjes over fluxoppervlakken is in het algemeen alleen een probleem voor deeltjes die gevangen zitten in een magnetische spiegel. Niet-gevangen deeltjes (ook wel passerende deeltjes genoemd), die vrij rond het fluxoppervlak kunnen circuleren, blijven automatisch aan het fluxoppervlak kleven. Voor gevangen deeltjes houdt omnigeenheid nauw verband met de tweede adiabatische invariant {\displaystyle {\cal {J}}} (vaak de parallelle of longitudinale invariant genoemd).
Men kan aantonen dat de radiale drift die een deeltje ervaart na één volledige heen-en-weer beweging eenvoudigweg gerelateerd is aan een afgeleide van {\displaystyle {\cal {J}}}, {\displaystyle {\frac {\partial {\cal {J}}}{\partial \alpha }}=q\Delta \psi }waar {\displaystyle q} is de lading van het deeltje, {\displaystyle \alpha } is het magnetische veldlijnlabel, en {\displaystyle \Delta \psi } is de totale radiale drift, uitgedrukt als een verschil in toroïdale flux. Met deze relatie kan omnigeenheid worden uitgedrukt als het criterium dat de tweede adiabatische invariant hetzelfde moet zijn voor alle magnetische veldlijnen op een fluxoppervlak,{\displaystyle {\frac {\partial {\cal {J}}}{\partial \alpha }}=0}Aan dit criterium wordt precies voldaan in axisymmetrische systemen zoals tokamaks, aangezien de afgeleide met betrekking tot {\displaystyle \alpha } kan worden uitgedrukt als een afgeleide van de toroïdale hoek (waaronder het systeem invariant is).